# Marcel Héraud
Marcel Héraud (Cérilly, Allier 8 mei 1883 - Parijs 17 september 1960) was een Frans politicus.
Marcel Héraud was van 1924 tot 1940 lid van de Kamer van Afgevaardigden (Chambre des Députés) voor het departement Seine. Hij vertegenwoordigde de Alliance Républicaine Démocratique (Democratisch Republikeinse Alliantie), de grote centrumpartij van de Derde Franse Republiek. Héraud behoorde tot de meer conservatieve afgevaardigden van de ARD.
Marcel Héraud was onderstaatssecretaris in de kabinetten-Tardieu I en II (3 november 1929 - 21 februari 1930, 2 maart 1930 - 13 december 1930) en minister van Volksgezondheid in het oorlogskabinet-Reynaud (21 maart - 5 juni 1940).
Marcel Héraud stemde op 10 juli 1940 vóór het toekennen van volmachten aan maarschalk Philippe Pétain.
Hij overleed op 77-jarige leeftijd.